# Confederazione Italiana di Base Unicobas
CIB Unicobas (Confederazione Italiana di Base UNIcobas) ou Italian Base Confederation Unicobas est un syndicat indépendant, socialiste libertaire et un élément du mouvement syndical regroupant les militants de base en Italie. 

## Historique
CIB-Unicobas a été créée en 1990 à partir de la Confederazione del Comitati di Base et a tenu son premier congrès à Rome en 1991. Lors du congrès international de Rome en 1998, la Confédération nationale du travail française parmi les syndicats européens, a souligné le danger de la mondialisation pour tous les travailleurs d’Europe et du monde entier.

## Objectifs
CIB-Unicobas (dont l'Altrascuola-Unicobas fait partie) est une organisation libertaire importante couvrant différents secteurs (Santé, Éducation, Administration publique), principalement en Italie, fortement représentée au sein du secteur éducatif ainsi que parmi les fonctionnaires et les services de santé. On compte 21 sections opérationnelles avec 5 000 adhérents dans 40 villes italiennes.
CIB-Unicobas espère obtenir la coordination des syndicats libertaires européens pour revendiquer le droit de grève et de réunion ainsi que les droits syndicaux en général. Seule cette coordination peut contrer la réorganisation libérale et prétendre à une participation directe contre l'hégémonie des partis politiques traditionnels.
CIB-Unicobas prône l’autogestion des travailleurs et l’indexation des salaires et défend les droits immédiats des forces de travail. Elle revendique la liberté d’enseignement que ce soit pour les professeurs ou les élèves, dans les écoles publiques qui devraient être des institutions ayant pour but le développement du savoir scientifique et littéraire.
En ce qui concerne l’enseignement public, CIB-Unicobas a combattu l’inefficacité des évaluations de poste pour les professeurs, fondées seulement sur des questionnaires (Concorsone). En 2000, ce système a été rejeté après une grève lancée à l’appel de Unicobas and Cobas et très largement suivie par plus de 50 000 professeurs : le ministre Luigi Berlinguer démissionna de son poste de ministre de l’Education.
Avec la Confédération nationale du travail (CNT), Sveriges Arbetares Centralorganisation (SAC), Solidaires Unitaires Démocratiques (SUD), Confederación general del trabajo d'Espagne (CGT) et la Confederación de STEs (STR), elle a formé la Fédération européenne du syndicalisme alternatif (FESAL).  CIB Unicobas est également membre de Solidarité internationale libertaire.

## Publications
- Unicobas : giornale della Confederazione italiana di base-Unicobas (1990-), (OCLC 955502631).
- Unicobas notizie : informazioni e materiali per l'autogestione, 2003, (OCLC 955446490).